# Петар Атонски
Преподобни Петар Атонски је хришћански светац. По пореклу је био Грк, и војник по занимању. Ратујући једном против Арапа, заробљен је, окован у вериге (ланце) и бачен у тамницу. Тамновао је Петар дуго у граду Амари на реци Еуфрату, и молио Бога да га ослободи тамнице и одведе у неку пустињу, где би се сав посветио молитвеном подвигу. У хришћанској традицији помиње се да му се јавио свети Симеон Богопримац са светим Николом у тамници, додирнуо му жезлом окове, и окови су се истопили као восак, а Петар се наједанпут створио у пољу ван града. Одмах је кренуо на пут за Рим, где је на гробу апостола Петра од самог папе пострижен за монаха. Затим је кренуо лађом опет за Исток. У хришћанској традицији помиње се да ми се у сну јавила Богородица са светим Николом; и и рекла да је одредила Петру Гору Атонску за подвизавање. Петар дотле није ни чуо за Гору Атонску. Искрцавши се, дакле, у Свету гору Петар се уселио у једну пећину, где је провео педесет три године у тешким подвизима, у борби са глађу и жеђу, са жегом и мразом. Хришћани вњерују да му је, пошто је издржао прва искушења и положио добро прве тешке испите пред Богом, анђео Божји почео доносити хлеб сваких четрдесет дана, а да му се неколико пута јављао ђаво у виду анђела, али да га је Петар одагнао крсним знаком и именом Пресвете Богородице. На годину дана пред смрт пронашао га је неки ловац, који је ловио јелене по Атону, и из уста светитељевих чуо његово житије. Преподобни Петар Атонски је преминуо 374. године. Мошти су му пренете у Македонију.
Српска православна црква слави га 12. јуна по црквеном, а 25. јуна по грегоријанском календару.